# Казачёнок, Владимир Александрович
Влади́мир Алекса́ндрович Казачёнок (6 сентября 1952, Колпино, Ленинград — 26 марта 2017, Санкт-Петербург) — советский футболист, нападающий. Один из лучших игроков в истории «Зенита». Мастер спорта СССР международного класса. Игрок сборной СССР. После завершения игровой карьеры — российский футбольный тренер и функционер. Заслуженный тренер России.

## Биография
Родился в городе Колпино. Собрав с друзьями команду, играл на турнирах «Кожаный мяч». Затем на протяжении некоторого времени выступал в местной команде «Ижорец». Одним из его первых тренеров был Сергей Сальников. В команду «Зенит» попал в 1971 году, но долгое время не мог пробиться в основной состав. По словам Казачёнка, его природные данные были достаточно скромными, и всё, чего он смог добиться в дальнейшем — результат работы над собой.
В чемпионатах 1974 и 1975 года сыграл 41 матч. Состоял в комсомоле. Футболистом, как не служившим в армии, стали интересоваться ведомственные клубы. В итоге он принял предложение московского «Динамо», тем более с тренером «Зенита» Германом Зониным отношения складывались неудачно.
Играя в «Динамо» рядом с такими игроками, как Пильгуй, Бубнов, Гершкович, учился у них мастерству и скоро стал любимцем болельщиков. Отыграл в «Динамо» три сезона, в составе команды завоевал Кубок СССР (1977), затем перешёл обратно в «Зенит», который теперь тренировал Юрий Морозов.
В 1980 году ленинградцы завоевали бронзовые медали чемпионата, а Казачёнок был признан лучшим игроком сезона в составе клуба. С 1981 года являлся капитаном команды. Болельщики посвятили ему множество кричалок:
«У нашего „Зенита“ болельщиков не счесть,
 пока такие люди, как Казачёнок, есть!»

«Кто болеет за „Зенит“, у того жена родит
 не мальчишку, не девчонку, а второго Казачёнка!»

«Я хочу иметь ребёнка
 от Володи Казачёнка!»
В 1983 году, несмотря на множество предложений, решил завершить карьеру игрока: с новым тренером клуба Павлом Садыриным общего языка он не нашёл, а выступать за какой-то другой клуб, кроме «Зенита», не хотел. К тому же дала о себе знать старая травма, из-за сильных болей в коленном суставе он стал испытывать значительный дискомфорт в передвижении по полю.
Играл за ветеранские команды, пытался найти новое занятие. Работал бригадиром грузчиков в трансагентстве, некоторое время тренировал ленинградское «Динамо», год работал в Финляндии, пробовал себя в роли комментатора футбольных матчей, работал завучем в СДЮШОР «Зенит», был выдвинут в депутаты, но в последний момент снял свою кандидатуру. В 1999—2002 годах тренировал «Светогорец», с которым выиграл чемпионат Ленинградской области, Первенство МРО «Северо-Запад» и успешно выступал в зоне «Запад» второго дивизиона, затем возглавлял «Петротрест», выведя его из второго дивизиона в первый.
С 2006 года тренировал команду «Химки», в первый же год вывел её из Первого дивизиона в Премьер-лигу. В середине сезона 2007 у него возникли проблемы со здоровьем. Врачи поставили диагноз — гипертония. Через месяц он ненадолго вернулся к руководству командой.
Первый матч после своего возвращения к руководству Казачёнок как тренер провёл 29 июля против ЦСКА (0:0). 6 сентября, в день своего 55-летия, он всё же покинул пост главного тренера.
В январе 2010 года приступил к обязанностям главного тренера эстонского клуба «Калев» из Силламяэ, где работал до конца декабря 2011 года. 14 июня 2013 года был назначен спортивным директором «Калева». С начала 2014 года занимал пост директора футбольной академии «Зенита».
С 2012 года, после того как сборная Санкт-Петербурга стала традиционным участником Мемориала Валентина Гранаткина, бессменно являлся её главным тренером на турнире.

Могила на Серафимовском кладбище

Скончался 26 марта 2017 года. Прощание состоялось 30 марта. Владимир Казачёнок похоронен на Серафимовском кладбище.

## Достижения
- Бронзовый призёр чемпионата СССР: 1980
- Обладатель Кубка СССР: 1977
- Член клуба Григория Федотова («Футбол»): 104 гола
- Включён в список 33 лучших футболистов сезона в СССР: 1974, 1979, 1980 (все три раза — под № 3)

## Статистика выступлений

### Клубная
Дебютировал в большом футболе 17 июня 1972 года в основном составе «Зенита» в матче против московского «Спартака». Последний официальный матч в карьере сыграл 1 августа 1983 года против московского «Динамо»
| Клуб             | Сезон            | Лига | Лига | Кубки | Кубки | Еврокубки | Еврокубки | Итого | Итого |
| Клуб             | Сезон            | Игры | Голы | Игры  | Голы  | Игры      | Голы      | Игры  | Голы  |
| ---------------- | ---------------- | ---- | ---- | ----- | ----- | --------- | --------- | ----- | ----- |
| Зенит (С-Пб)     | 1972             | 2    | 0    | —     | —     | —         | —         | 2     | 0     |
| Зенит (С-Пб)     | 1973             | 3    | 0    | 1     | 0     | —         | —         | 4     | 0     |
| Зенит (С-Пб)     | 1974             | 23   | 3    | 2     | 1     | —         | —         | 25    | 4     |
| Зенит (С-Пб)     | 1975             | 18   | 4    | —     | —     | —         | —         | 18    | 4     |
| Зенит (С-Пб)     | Итого            | 46   | 7    | 3     | 1     | —         | —         | 49    | 8     |
| Динамо (Москва)  | 1976 (осень)     | 11   | 1    | —     | —     | —         | —         | 11    | 1     |
| Динамо (Москва)  | 1977             | 26   | 7    | 5     | 3     | 2         | 0         | 34    | 10    |
| Динамо (Москва)  | 1978             | 27   | 5    | 5     | 0     | 8         | 4         | 40    | 9     |
| Динамо (Москва)  | Итого            | 64   | 13   | 10    | 3     | 10        | 4         | 84    | 20    |
| Зенит (С-Пб)     | 1979             | 34   | 16   | 4     | 0     | —         | —         | 38    | 16    |
| Зенит (С-Пб)     | 1980             | 31   | 12   | 5     | 1     | —         | —         | 36    | 13    |
| Зенит (С-Пб)     | 1981             | 32   | 16   | 6     | 7     | 2         | 1         | 40    | 24    |
| Зенит (С-Пб)     | 1982             | 26   | 8    | 5     | 1     | —         | —         | 31    | 9     |
| Зенит (С-Пб)     | 1983             | 21   | 6    | 4     | 2     | —         | —         | 25    | 8     |
| Зенит (С-Пб)     | Итого            | 144  | 58   | 24    | 11    | 2         | 1         | 170   | 70    |
| Всего за карьеру | Всего за карьеру | 254  | 78   | 37    | 15    | 12        | 5         | 303   | 98    |

### Матчи за сборную СССР
Под руководством Валентина Николаева в составе сборной клубов СССР принял участие в краткосрочном турне по Южной Америке. Дебютный матч сыграл на «Маракане» против сборной Бразилии. В 1979 году был приглашён Константином Бесковым в сборную СССР, участвовавшую в отборочном турнире чемпионата Европы 1980
| № | Дата            | Соперник  | Счёт | Голы | Турнир                        |
| - | --------------- | --------- | ---- | ---- | ----------------------------- |
| 1 | 1 декабря 1976  | Бразилия  | 0:2  | 0    | Товарищеский матч             |
| 2 | 31 октября 1979 | Финляндия | 2:2  | 0    | Евро 1980 (отборочный турнир) |

### Матчи за сборную Ленинграда
Голы, забитые на Спартакиаде народов СССР 1979 года, вошли в зачёт Клуба Григория Федотова по версии еженедельника «Футбол»
| № | Дата           | Соперник        | Счёт | Голы | Турнир            |
| - | -------------- | --------------- | ---- | ---- | ----------------- |
| 1 | 21 июля 1979   | Латвийская ССР  | 7:2  | 2    | Спартакиада 1979  |
| 2 | 23 июля 1979   | Армянская ССР   | 3:0  | 1    | Спартакиада 1979  |
| 3 | 25 июля 1979   | Белорусская ССР | 3:2  | 0    | Спартакиада 1979  |
| 4 | 28 июля 1979   | Казахская ССР   | 3:1  | 1    | Спартакиада 1979  |
| 5 | 30 июля 1979   | РСФСР           | 0:2  | 0    | Спартакиада 1979  |
| 6 | 1 августа 1979 | Грузинская ССР  | 2:4  | 1    | Спартакиада 1979  |
| 7 | 4 августа 1979 | Литовская ССР   | 2:1  | 1    | Матч за 5-е место |

Итого официальных матчей за карьеру: 312, в том числе 116 побед, 101 ничья, 95 поражений, 104 забитых мяча.